# 白い家フェローシップチャーチ

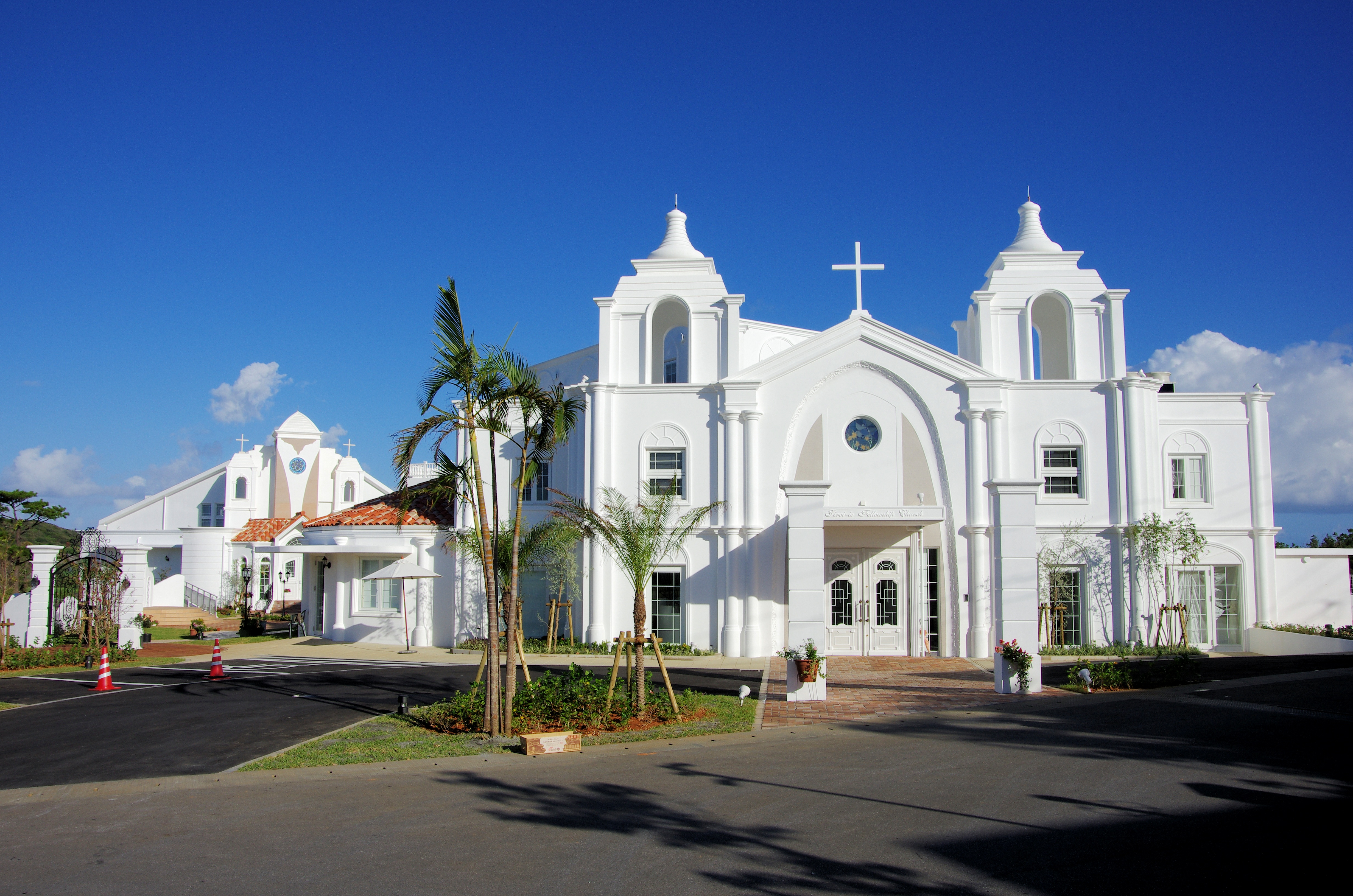
白い家フェローシップチャーチ

白い家フェローシップチャーチ（しろいいえフェローシップチャーチ）は、沖縄県中頭郡読谷村座喜味に所在するプロテスタントのキリスト教会である。聖書信仰に立つ教会として2003年に教会を正式設立し、2006年に宗教法人認可を受けた。2013年には読谷村座喜味に新会堂が完成しており、以後同地を拠点として礼拝や伝道活動を行っている。温かな家庭的雰囲気を持つ教会で、「おかえりなさい」を合言葉に来訪者を迎え入れ、神の愛と聖書の教えに基づく牧会を行っている。
本教会は地域や国外への社会奉仕・宣教にも力を入れている点が特徴である。毎週の礼拝や聖書研究に加え、ラジオ番組「美しい贈り物」（RBCiラジオ）を通じたメッセージ発信、教会内に併設するカフェやカルチャースクールでの地域交流、「白い家クリスチャンスクール」の運営など、多角的な活動を展開している。

## 歴史
1980年に伊藤嘉子が沖縄県中頭郡読谷村大湾で白い家ミニストリー(美容室・カフェ・カルチャー教室)として開拓伝道を始める。
1993年に沖縄県中頭郡読谷村古堅に移転。
2003年3月に白い家フェローシップチャーチ設立。
2006年2月に宗教法人白い家フェローシップチャーチ設立。
2013年8月に沖縄県中頭郡読谷村座喜味に新会堂が完成し2013年8月18日に入堂式、2013年9月5日に献堂式が行われる。

## 社会貢献・支援活動
白い家フェローシップチャーチは創設当初より積極的に社会貢献活動を行っており、災害救援・慈善事業・地域支援に長年取り組んできたことで知られる。1995年の阪神淡路大震災や2011年の東日本大震災の際には、教会有志が被災地支援活動を展開し、物資や人的支援を提供した。また海外の飢餓・貧困問題にも関心を寄せ、エチオピアの飢餓救済や孤児支援のためのチャリティーコンサートを開催したり、インドやアフリカ諸国の孤児院・学校を経済的に支援するプロジェクトに参画してきた。こうした社会奉仕の働きは、創立以来45年以上にわたり継続されている。
特に毎年末に開催されるクリスマスイベント「愛と光のクリスマス（Love & Light Christmas）」では音楽やダンス、バザー（チャリティーマルシェ）、飲食出店など大規模な催しを行い、売上の全額を国内外へ寄付している。新型コロナウイルス禍にも感染対策を講じながら、沖縄コンベンションセンターを会場に5000人規模のチャリティーイベントを開催するなど、その規模は年々拡大している。2021年末のイベント収益金の贈呈式（2022年3月開催）では、日本赤十字社沖縄支部や読谷村（こども未来基金）、インドの宣教団体YWAM、日本国際飢餓対策機構（ハンガーゼロ）などが招かれ、同教会からこれら団体へ合計約870万円の寄付金が贈られた。2022年末のイベントでも寄付総額は1000万円を超え、集まった資金は沖縄県内の自治体・NPOを含む約20団体（ウクライナ人道支援団体を含む）に配分された。
2023年末に行われたクリスマスチャリティー「愛と光のクリスマス」では、総額1133万円の寄付金が集まり、支援先は国内外40以上の団体・施設に及んだ。贈呈式には地元から浦添市・読谷村に各100万円ずつの地域福祉支援金が手渡され、日本赤十字社および国際飢餓対策機構にも各100万円が寄付され、残余はアフリカ5か国の子ども支援や国内被災地支援など21団体に分配された。伊藤嘉子主任牧師は「継続してきたチャリティー支援の輪がさらに広がっていることを嬉しく思う。支援を現場に届けてくださる諸団体に感謝する」と述べ、今後も困窮する人々への援助活動を継続していく意志を表明している。日本赤十字社沖縄県支部によれば、同教会からの赤十字への寄付金贈呈は毎年行われており、能登半島地震（2023年）をはじめ災害救護や青少年の支援活動に充当されている。地域の行政広報でも、読谷村が設立した「こども未来基金」への寄附者として白い家教会が毎年名を連ねている。